# Isländische Badmintonmeisterschaft 2008
Die Isländische Badmintonmeisterschaft 2008 fand vom 4. bis zum 6. April 2008 in Reykjavík statt. 

## Medaillengewinner
| Disziplin    | Gold                                   | Silber                                      | Bronze                                           |
| ------------ | -------------------------------------- | ------------------------------------------- | ------------------------------------------------ |
| Herreneinzel | Helgi Jóhannesson                      | Magnús Ingi Helgason                        | Orri Örn Árnason                                 |
| Herreneinzel | Helgi Jóhannesson                      | Magnús Ingi Helgason                        | Tryggvi Nielsen                                  |
| Dameneinzel  | Ragna Ingólfsdóttir                    | Sara Jónsdóttir                             | Karitas Ósk Ólafsdóttir                          |
| Dameneinzel  | Ragna Ingólfsdóttir                    | Sara Jónsdóttir                             | Tinna Helgadóttir                                |
| Herrendoppel | Helgi Jóhannesson Magnús Ingi Helgason | Broddi Kristjánsson Þorsteinn Páll Hængsson | Orri Örn Árnason Tryggvi Nielsen                 |
| Herrendoppel | Helgi Jóhannesson Magnús Ingi Helgason | Broddi Kristjánsson Þorsteinn Páll Hængsson | Björn Heimirsson Borgar Heimirsson               |
| Damendoppel  | Katrín Atladóttir Ragna Ingólfsdóttir  | Sara Jónsdóttir Tinna Helgadóttir           | Hrefna Rós Matthíasdóttir Snjólaug Jóhannsdóttir |
| Damendoppel  | Katrín Atladóttir Ragna Ingólfsdóttir  | Sara Jónsdóttir Tinna Helgadóttir           | Halldóra Jóhannsdóttir Vigdís Ásgeirsdóttir      |
| Mixed        | Magnús Ingi Helgason Tinna Helgadóttir | Tryggvi Nielsen Sara Jónsdóttir             | Njörður Ludvigsson Vigdís Ásgeirsdóttir          |
| Mixed        | Magnús Ingi Helgason Tinna Helgadóttir | Tryggvi Nielsen Sara Jónsdóttir             | Ástvaldur Heiðarsson Birgitta Rán Ásgeirsdóttir  |